# Lagenocarpus celiae
Lagenocarpus celiae är en halvgräsart som beskrevs av Tetsuo Michael Koyama och Bassett Maguire. Lagenocarpus celiae ingår i släktet Lagenocarpus och familjen halvgräs. Inga underarter finns listade i Catalogue of Life.